# بعد از ظهر آبی
بعدازظهر آبی (۱۹۹۳) رمانی از ویلیام بوید است.

## معرفی طرح
این شهر لوس‌آنجلس است. کی فیشر یک معمار جوان و جاه‌طلب است که تحت تعقیب یک غریبه مرموز است که ادعا می‌کند پدرش است. در طول هفته‌های اولین برخورد، کی به او برای یک سفر فوق‌العاده به گذشته پیرمرد، در ابتدا در جستجوی قاتل، به او ملحق خواهد شد، اما در نهایت در جشن یک عشق شکوهمندانه به او می‌رسد.

## خلاصه طرح
لس آنجلس، ۱۹۳۶
کی فیشر معماری است که اخیراً توسط شریک سابق خود، اریک میرسن فریب خورده‌است.
به همین دلیل، او در تلاش است تا تمرینات معماری خود را دوباره به تنهایی آغاز کند.
او هنوز هم با فیلیپ، همسر سابق خود و نویسنده ناموفق فیلمنامه هالیوود در ارتباط است و پس از مرگ پسرش که سوراخی در قلبش داشت طلاق گرفت.
کی می‌فهمد که پیرمردی در مورد او تحقیق کرده‌است و با دکتر سالوادور کاریسکانت روبرو می‌شود که به او می‌گوید پدرش است.
در این فکر بود که او دیوانه است.
او از مادرش انالیزلیس سوالات بیشتری در مورد پدر واقعی اش، هیوپاگت، معلم انگلیسی که در آتش‌سوزی گینه نو آلمان در سال ۱۹۰۳ جان باخت، می‌پرسد.
کاریسکانت به دخترش می‌گوید او قبل از این که بخواهد مردی به نام پاتون بابی را در ارتباط با قتلی که در گذشته‌های دور اتفاق افتاده‌است پیدا کند. از طریق تماس فیلیپ، او را در دامداری خود در جنوب سانت فی ردیابی می‌کنند. آن‌ها با هم سفری می‌کنند تا به دیدارش بروند و کی با واکنش هر دو مرد هنگامی که دوباره متحد می‌شوند حیرت‌زده می‌شود اما کاریسانت در مورد آنچه در موردش صحبت شده بسیار کم به او می‌گوید. با این حال، او یک عکس قدیمی را که در جام تنیس آیشلی گرفته شده‌است، نشان می‌دهد و می‌گوید که باید زنی را در آن پیدا کند - همسر یک مقام سفارت - که اکنون در لیسبون، پرتغال زندگی می‌کند و اظهار داشت که او را دوست دارد با او برویم تا سعی کنیم او را پیدا کنیم. کِی در همین اوضاع و احوال، حواسش پرتِ فروش خانه‌ای است که ساختش را تمام کرده. قرار بود مال خودش باشد اما برای کمک به ادامه کار شرکت مجبور است آن را بفروشد. او یک خانم لوارد ترنر را در اطراف آن نشان می‌دهد و فروش به پایان می‌رسد. او همچنین مادرش را به پانسیون کاریسکانت می‌برد، به او می‌گوید که او معتقد است او یک کارآگاه خصوصی است که توسط مینارد استخدام شده‌است و مادرش اظهار داشت که او هرگز او را ندیده‌است، هرچند کی می‌تواند به خاطر علاقه بدون توجه به اینکه ان زن دارد بهش دروغ می‌گوید که او چه کسی است. وی سپس از سایت جدیدی که تصمیم دارد با کارفرمای خود، لری روگولا، توسعه دهد بازدید می‌کند و در راه بازگشت آنها در ۲۲۶۵ میشلتورنو حضور می‌یابند، اما فقط توسط اریک میرسن، که به کی می‌گوید که آنها قصد دارند خانه ای بسیار مشابه در آنجا اما با معماری متفاوت بسازند.
کی که احساس دلتنگی می‌کند، تصمیم می‌گیرد پیشنهاد پدر خود را برای سفر به لیسبون که برای او بسیار مهم است، بپذیرد، چرا که برای سفر پول ندارد. با این حال، در عوض پدرش باید همه چیز را دربارهٔ خانواده‌اش بگوید و بخش بعدی این کتاب در مورد زندگی او در مانیل در فیلیپین است. کاریسکانت پسر آرچیبالد کاریسکانت ، یک اسکاتلندی و مهندس راه‌آهن است که با جولیانا، دختر صاحب زمین محلی «مستیزو» ازدواج کرد. پس از تحصیل پزشکی در دانشگاه گلاسگو، که در آن زمان ارچیبالد درگذشت، پسر آنها سالوادور به مانیل بازگشت تا در ۱۸۹۷ کار خود را تنظیم کند.

## مانیل، ۱۹۰۲
دکتر سالوادور کاریسکانت با کار در بیمارستان سن جرونیمو در مانیل مشهورترین جراح فیلیپین می‌شود. با این حال او در رقابت شدیدی با مدیر بیمارستان، دکتر کروز، است که کاملاً مخالف روش‌های جراحی جدیدی است که توسط سالوادور معرفی شده‌است. کار سالوادور یه خاطر آموزش بسیار تعلیم دیده فیلیپینی بسیار آسان‌تر شده‌است؛پنتالئون کوئروگا به هر عملیاتی در این جرونیمو به او کمک می‌کند. او یکی از علاقه‌مندان به هواپیما است؛ او یکی را در انبار تیپا تازه ساخت خود ساخته و اسکان داده‌است. ان را یک روز به کاریسکانت نشان می‌دهد.
پاتون بابی، رئیس سپاه پاسداران، از جراح بازدید ملاقات کرد و از او خواست تا وی را برای برسی جسد یک تفنگدار دریایی جوان آمریکایی به نام افلاین وارد، همراهی کند. جسد توسط ان‌ها به بیمارستان برده می‌شود و روی یخ قرار می‌گیرد. در این بین، سالوادور به خانه خود نزد همسرش آنالیز بر می‌گردد، که عاشق او شده و یک سال تمام با او خوابیده نبوده‌است. روز بعد او متوجه شد که دکتر "ایزیدرو کروز "قلب جسد را جدا کرده‌است و بنابراین او و بابی از خانه دکتر در نزدیکی دهکده کوچک فارس دیدن می‌کنند تا بهبود یابد. او به ان‌ها گفت که به دلیل کمبود اتاق در سردخانه بیمارستان این مشکل را دارد و هر دونفر از شرایط غیر بهداشتی عمل داخلی اسپانیایی بیزار هستند.
کاریسکانت تصمیم می‌گیرد که در یکی از فاحشه خانه‌ها در خیابان گاردنیا در منطقه سامپالوک فاحشه کند. با این حال، او با پزشک نظامی مست آمریکایی، ویلند، در سالن بستنی ملاقات می‌کند و باید در مورد ملاقات مادر آشپز خود برای فتق، دروغ بگوید. او سعی می‌کند آنجا را ترک کند اما در حیاط پشتی فاحشه خانه گیر افتاده‌است. سرانجام، او بر روی دیوار تقلا می‌کند و در بازگشت به خانه در ساعات اولیه صبح تقریباً با یک تیر سرگردان کشته می‌شود. او با انجام یک تمرین هدفمند با یک زن آمریکایی تظاهر می‌کند و متوجه می‌شود که با نگاه او شگفت زده شده‌است. او از بابی می‌پرسد که او ممکن است چه کسی باشد، گفت همسرش او را در یک ساختمان کلیسا ملاقات کرده‌است و پلیس فکر می‌کند این خانوم مدیر مدرسه گرلینگر است. کارسکانت به مدرسه می‌رود و راهبه‌ها به او می‌گویند که او در لونتا قدم می‌زند، او را ببیند فرصتی پیدا می‌کند تا با او حرف بزند، او را نادیده می‌کرد و می‌گوید که اسم او همان‌طور که او فرض می‌کند نیست-یکی از مردان، دلفین او را صدا می‌زند و می‌بیند که ممکن است مشکلاتی وجود داشته باشد.
پاتون بابی بابی به دیدن کاریسکانت می‌آید، چون جسد دیگری پیدا شده‌است. این بار سربازی به نام سرجوخه ماکسیمیلیان براون، و کارسکانت نیز با یک سرهنگ جوان آمریکایی به نام Sieverance آشنا می‌شود. سالوادور بدن را معاینه کرده و اشاره می‌کند که قلب برداشته شده‌است. آن‌ها سپس از دفتر فرمانداری تفت در کاخ ریاست‌جمهوری بازدید می‌کنند تا او را در اوضاع به روز رسانی کنند و به او نظر منفی دربارهٔ توانایی‌های دکتر ویلانت می‌دهد. پیش از کروز و ویلانت برای تعویض لباس و مبارزه پس از آن بین سه مرد که دشمنی آن‌ها اکنون به پایان رسیده‌است، کشیده شده‌است. پس از آن دکتر با یادداشتی به خانه آقای راچستر احضار شد و در اینجا با دلفین، همسر سرهنگ که از آپاندیسیت حاد رنج می‌برد، ملاقات کرد. کروز و ویلانت به نظر می‌رسد که او را مورد بررسی قرار می‌دهند، اما به نظر می‌رسد که او او را راضی می‌کند که عقاید نادرست پزشکی خود را نادیده بگیرد و در جایی که به‌طور موفقیت‌آمیزی بر روی او عمل می‌کند، بدن برهنه او را لمس کند، در حالی که او زیر یک داروی بی‌هوشی است.
دلفین در حال بهبودی تدریجی اما مطمئن است و سالوادور از او به عنوان یک بیمار دیدن می‌کند. او از دیدن او بسیار خوشحال به نظر می‌رسد و یک رمان نیز به او می‌دهد تا بتواند آن را در تاریخ بعدی به او بازگرداند. هنگ سیورس برای مقابله با شورشیان فراخوانده می‌شود و سالوادور بار دیگر به کال لاگاردا می‌رود - در حالی که او کتاب را در کتابخانه قرار می‌دهد، سفر می‌کند و می‌افتد و به دلفین می‌افتد و آنها اکنون جذابیت خود را نسبت به یکدیگر تشخیص می‌دهند. او یک روز در بیمارستان خود به دیدن او می‌رود. او با سالوادور در بخش خصوصی خود لخت می‌شود و عاشق یکدیگر می‌شوند.
جسد سوم حالا پیدا شده‌است، یکی از ساکنان فقیر نشین که چهار ماه حامله است. چاقوی جراحی در بدن او پیدا می‌شود و (بابی) می‌پرسد که آیا کسی از بیمارستان غایب است. چک لیست موجودی را چک می‌کند و کشف می‌کند که، او به بابی اطلاع می‌دهد و به او می‌گوید که معتقد است که آن را در کنار جسد کروز و ویلانت کشت کرده‌اند تا او را به قتل برسانند. بابی این موضوع را خیالی (توهمی) رد می‌کند اما به او می‌گوید که معتقد است قاتل می‌تواند با نام " کروز " باشد. در بیمارستان او را به بیمارستان کروز احضار می‌کنند و کروز مردی را نشان می‌دهد که در معرض تپش قلب قرار دارد و شش بخیه در آن دارد، و معتقد است که این یک آزمایش بزرگ علمی است تا زمانی که کاریسکانت به او اطلاع داد که هفت کار انجام شده‌است سالها قبل در آلمان او و همسرش در مهمانی رسمی که توسط فرماندار تافت و همسرش برگزار شد شرکت کردند و در اینجا با دلفین ملاقات کردند و جلسه دیگری ترتیب دادند. آن‌ها همدیگر را ملاقات می‌کنند و سعی می‌کند دوباره او را دوست داشته باشد، اما نگران خدمتکاران است و او را به کناری هل می‌دهد. با این حال، دلفین بار دیگر تحت عمل جراحی قرار می‌گیرد و او دوباره عاشق می‌شود و او در مورد زندگی و ازدواج خود با کسی که اکنون احساس بی‌علاقگی می‌کند، می‌گوید. همان‌طور که آن‌ها در حال ترک هستند، آن‌ها قطع می‌شوند. او وضعیت را درک می‌کند و بعد از ظهرها به آنها انبار را قرض می‌دهد.
یک روز، دکتر یادداشتی از دلفین دریافت می‌کند که از او می‌خواهد با او ملاقات کند. او بعدها ملاقاتش کرد و متوجه شد که قرار است به آمریکا بازگردند، بنابراین او شروع به دیدن دلفین کرد و مجبور شد تا جلوی خانه دوستش را بگیرد و به او بگوید که نقشه‌ای دارد که وضعیت آن‌ها را حل کند.
آنالیز از سردی اش نسبت به شوهرش پشیمان است و با همخوابی دوباره با او آشتی می کنددر این میان، صالح به دیدن یک روحانی نیک انور می‌رود که برای اجتناب از این وظیفه به داخل یک موتور پرواز کرده و به دو مسافر دستور می‌دهد تا سوار قایق خود شوند. او توسط پنتالئون در اتاق‌های مشاوره خود قطع می‌شود که به او می‌گوید جایزه پرواز آمبروی-ریچال در ۳۰ مه ۱۹۰۳ در پاریس برگزار می‌شود و آنها ابتدا باید پرواز خود را انجام دهند. کرسنت از پذیرش مسافر خود امتناع می‌کند و می‌گوید که او وحشت خواهد کرد، اما.پنتالئون اکنون کاملاً وسواسی است و تهدید می‌کند که رابطه خود را آشکار کند. ماشین خودش را به هوا پرتاب می‌کند و بالای مارک پرواز می‌کند و خیلی بیشتر از آن چیزی که انتظار دارند قبل از سقوط توسط سان روک کریک - سالوادور به شدت از نفس افتاده و مرده‌است. دکتر حالا در غم و اندوه نقشه خود را اجرا می‌کند. یک روز عسر او را با دلفین و دلفین ملاقات می‌کنند. او را به سالن تئاتر می‌برد و یک لیوان روم هم باخود می‌برد. سپس زن را روی سینه یخ قرار می‌دهد تا او را مرده و خود را با خون پوشاند، قبل از اینکه به او بگویم که همسرش مرد و بدنش را به او نشان می‌دهد. او همچنین جسد بی‌جان یک جنین پنج‌ماهه را به او نشان می‌دهد. پس از بردن کلنل به خانه، او به دلفین بازمی‌گردد و قبل از فرستادن او با کالسکه به طرف کشتی اکسل او را گرم می‌کند. با این حال، درست همان‌طور که او در حال آماده کردن خود برای ترک کردن خود است - وانمود می‌کند که به مدت دو هفته به خانه مادرش می‌رود - او توسط پیتون بابی و پاسبان او برای قتل مردی که جسد او با دو سوراخ در سرش پیدا شده‌است دستگیر شده‌است.

## لیسبون، ۱۹۳۶
با این حال، پس از رسیدن به لیسبون و کی که به لیسبون می‌رسد، خواننده باید داستان را بخواند تا دریابد که آیا جستجو برای زن مرموز موفقیت‌آمیز است و چرا او به دنبال او می‌گردد.

## پیشینه تاریخی رمان
حاکمیت آمریکا در فلیپین
سربازان آمریکایی در سال ۱۸۹۸ به مانیل حمله کردند و جنگ را با اسپانیایی‌ها و فیلیپینی‌ها در جنگ اسپانیا - آمریکا و جنگ فیلیپین - آمریکایی آغاز کردند. پس از شکست اسپانیا، نیروهای آمریکایی کنترل شهر و جزایر را در یکی از سخت‌ترین فصل‌های تاریخ آمریکا به دست گرفتند. در ۱ مه ۱۸۹۸، نیروی دریایی آمریکا ناوگان اسپانیا را در نبرد خلیج مانیل شکست داد. دریاسالار «دویی» تصدیق کرد که بعد از جنگ، فرماندار اسپانیایی می‌خواهد به آمریکایی‌ها تسلیم شود نه فیلیپینی، که او از آن‌ها می‌ترسید.
فیلیپینی‌ها که به تازگی استقلال خود را از اسپانیا کسب کردند، به شدت مخالف اشغال مجدد آن بودند. امیلیو آگوینالدو اولین جمهوری فیلیپین را در کنگره مالولوس خلق کرد و شروع به ساخت بنیان‌های یک کشور مستقل کرد. دریاسالار دیویی مدعی شد که او هرگز جمهوری فیلیپین را به رسمیت نمی‌شناسد، زیرا او اختیار انجام این کار را نداشت و آن را یک دولت سازمان یافته نمی‌دانست. در ۴ فوریه ۱۸۹۹، هنگامی که یک سرباز آمریکایی یک فیلیپینی را در مانیل تیراندازی و به قتل رسید، جنگ بین فیلیپینی‌ها و آمریکایی‌ها درگرفت. آمریکایی‌ها نیروهای عقب‌نشینی فیلیپینی را استان به استان دنبال کردند، تا اینکه ژنرال امیلیو آگوینالدو (رئیس‌جمهور وقت جمهوری) در ۲۳ مارس ۱۹۰۱ در پالانان، ایزابلا تسلیم شد.
. فرمانده عالی آمریکا در آن زمان به رهبری سرداری بود که فرمان حمله و اشغال را صادر کرد. تا آن زمان، نیروهای فیلیپینی موضع دفاعی کلاسیک در اطراف مانیل گرفتند تا آن‌ها را بیرون نگه دارند. با این حال، سربازان ضعیف مسلح نمی‌توانستند با قدرت آتش برتر آمریکا رقابت کنند و آن‌ها شکست خوردند و به شدت مورد ضرب و شتم قرار گرفتند. فیلیپین تحت فرماندهی دولت فیلیپین یک کمپین چریکی را برای مقاومت در برابر اشغالگران جدید آغاز کرد. این کمپین در روزه‌ای اولیه پس از اشغال اولیه آمریکایی‌ها، موفقیت محدودی داشت، گرچه هر موفقیت کوتاه بود. جانشین ارتشبد آرتور مک آرتور، جر. یک مبارزه گسترده برای سرکوب جمعیت محلی آغاز شد. این کمپین که توسط ایالات‌متحده آمریکا انجام شده‌است، به عنوان یک سرکوب خونین با گزارش‌های وحشیانه فرماندهان، مبنی بر دستور قتل همه افراد بالای ۳۵ سال، گزارش شده‌است. ذکر ویژه این اقدامات تلافی در بعدازظهر آبی صورت می‌گیرد.
در معاهده پاریس در سال ۱۸۹۸، اسپانیا فیلیپین را به مبلغ ۲۰٬۰۰۰٬۰۰۰ دلار و پایان دادن به ۳۳۳ سال حکومت اسپانیا در جزایر به ایالات متحده آمریکا تحویل داد. مانیل تحت حکومت نظامی آمریکا ادامه یافت تا اینکه در ۳۱ ژوئیه ۱۹۰۱ دولت مدنی برای این شهر ایجاد شد. جنگ فیلیپین و آمریکا تا سال ۱۹۰۳ و به قیمت جان بسیاری در مانیل و سایر مناطق جزایر ادامه یافت. در سال ۱۹۳۵، دولت ایالات متحده متعهد شد که استقلال فیلیپین را پس از یک انتقال ده ساله اعطا کند، دوره ای که به دلیل جنگ جهانی دوم یک سال طولانی شد.